# 박아지
박아지(朴芽枝)(1905년 ~ 1959년 또는 1907년 ~ 1953년)는 일제 강점기 조선에서 활동한 시인이다. 1927년 1월 6일자 동아일보 신춘문예에 <어머니시여>가 현상당선시로 선정되면서 등단하였으며, KAPF에서 활동하면서 향토적 정서가 짙은 작품을 발표한 농민시인으로 알려져 있다. 자선 시집으로 1946년에 발간한 <심화>와 1959년에 발간한 <종다리>가 있다.

## 본명

### 박일 설
북한 사회과학원문학연구소에서 발간한 《조선문학사》(1988)에 의하면 박아지의 본명은 박일(朴一)이고 함경북도 명천군에서 1905년에 출생하여 1959년에 북한에서 사망하였다고 기록되어 있지만, 활발한 작품활동에 비해 시인의 전기적 이력은 불분명하다. 특히 박아지의 본명으로 알려진 박일이라는 이름조차 1932년 중앙일보 신춘문예 당선작의 필명이라는 의견이 있다

### 박재청 설
그런데 강영미 박사의 연구에 의하면 박아지는 개성출신 춘파(春波) 박재청(朴在淸)이라고 한다.. 춘파 박재청은 1907년 3월 20일(음력)에 개성에서 태어나 1953년 6월 8일 개성에서 사망하였는데, 1926년 동아일보 독자문예란에 〈바다〉 (1926년 2월 3일자)와 〈나의 마음〉 (1926년 2월 8일자)을 투고하여 춘원 이광수로부터 아름다운 소리를 가진 시인이라는 평을 받았다.
그 이후 여러 작품을 각종 신문, 잡지 등에 발표하였는데, 특히 1933년에 발간한 고려시보에는 박재청이라는 본명 외에 춘파, 박아지, 봄물결 등의 필명으로 많은 작품을 남겼다. 고려시보에 남아있는 박재청의 작품은 최근에 책으로 정리하여 출판되었다.
고려시보의 박아지가 춘파 박재청이라는 사실에는 이견이 없지만, 동아일보에 〈어머니시여〉를 쓰고, 카프에서 활동하고, 《심화》를 발간한 박아지는 다른 사람이라는 의견도 있다. 그러나 1936년 2월 1일자 고려시보에 박아지라는 필명으로 발표한 〈흥〉이라는 시가 1946년에 출간한 《심화》에 〈불휴〉라는 제목으로 있어서 고려시보의 박아지와 《심화》의 박아지는 동일인이라는 주장도 있다. 박재청과 박아지의 관련성은 계속 연구할 필요가 있다.

### 박재청 유족의 증언
한편 개성에 살고 있는 춘파 박재청의 차남 박성현과 그 아들 박영철은 서울에 사는 춘파 박재청의 사남 박광현에게 1997년 보낸 편지에서 아버지의 이력에 대해 다음과 같이 설명했다.
"박재청은 식물의 햇아지라는 의미로 박아지라는 필평을 사용하였다. 1920년대 동경 유학시절에 〈어머니시여〉를 써서 동아일보 신춘문예에 당선되었고, 카프 작가들과 교제도 있었다. 그리고 고려시보, 동아일보 등의 편집국 고위직을 역임했다. 그런데 아버지가 사망한 한국전쟁 이후의 작품은 제자가 박아지 이름으로 발표했다."
일제 강점기, 해방, 한국전쟁을 겪으면서 많은 작품을 발표한 한 시인의 정체를 밝히기 위해서는 실증적 자료와 작품의 성질을 분석한 연구가 필요하다.

### 춘파 박재청과 박아지의 시

#### 바다
- 송도 춘파 (松都 春波) -

부뒤치는 파도에
진주가 흐를제
종종이친 섬바위
뵈다 안뵌다.
넘실거리는 희솟에
북소래 나더니
갈메기 날개
석양이 번뜨기네.
[평왈(評曰)] '종종이친 섬바위 뵈다 안뵌다'가 절창(絕唱)이다. '종종이친'이란 말뜻은 몰라도 좋다. 소리 좋은 바다의 노래다. -춘원(春園)-
(동아일보 1985호. 1926년 2월 3일) (여태천, 박광현 저, 춘파박재청 문학전집, 23쪽)

#### 나의 마음
- 송도 춘파 (松都 春波) -
빈들같은 나의 마음에도
기쁨이 오고
슬픔이 오고
반달같은 웃음
온달가튼 울음이 온다.

밤 새도록 운을음도
온종일 우슨 우슴도
아아 기쁨에도 슬픔에도
지향없는 그웃음 그울음
산ㅅ기슭 돌아가는
그아니 처녀들의 마음이라
- 야다리에서

[평왈(評曰)] 이 시인은 아름다운 소리를 갖었다. 그러나 시형(整齊)을 좀더 정제(整齊)할 필요가 없을까. -춘원(春園)-
(동아일보 1990호. 1926년 2월 8일) (여태천, 박광현 저, 춘파박재청 문학전집, 24쪽)

#### 어머니시여
- 동경(東京) 박아지 -
어머니시여!
어린 애기에게 가르치소서
어린 애기로 하야곰 악(惡)한 길을 떠나게 하오소서
어린 애기의 령혼은 어머니의 가르치심을 기달이기에 파곤하엿으며
어린 애기의 눈은 어머니 얼골을 차즌지 오래엿슴니다.
아시는 사람을 애기에게 가르치소서
사람이 되려하는 마암의 씨를 가젓사오니
어린 애기로 하여곰 사람의 눈을 뜨게 하오소서
어린 애기를 보실 때와 갓흔 인자하심을 가르치소서
어린 애기로 하여곰 누리의 모든 사람에게 인자하게 하옵소서
그리하야 누리의 사람으로 하여곰 인자하게 하옵소서

어머니시여!
어린 애기는 우슴을 차즌지 오래엿슴니다.
어린 애기에게 우슴을 보여주심시오 다사한 그 우슴을 배우게 하소서
어린 애기로 하야곰 어머니가 조와하시는 그 노래를 부르게 하소서
어린 애기의 생명(生命)을 새롭게 할 노래를 부르게 하오소서
그리하야 누리의 모든 사람의 생명을 새롭게 하오소서
(동아일보 1927년도 신춘현상 당선시. 동아일보 1927년 1월 6일 제3면) (박광현 저, 고리골에서추리골까지, 245쪽)

#### 흥
- 박아지(고려시보) -

피와 땀으로 아로삭인 선배들의 자취를 흙발로 밟고 섰는 벗님네도 있소
흙은 비바람에 씻기려니 땅깊이 슴여든 피야 기리 빛날것을!
탄하여 무엇하오
봄 볕에 연연한 새싻을 지즐러 깔고 앉은 선배도 있느냥 하오
참된삶을 마음한 싻이라면 천만구비 휘돌아 서라도
푸르러지렸만은 -

십년객관(客館) 외로운 등불아래 천리고향을 그리는 마음보다
평생에 품은뜻을 이루지 못한 시름이야 어느 그지 있겠소
옷잡히고 술받어서 시름을 잊자하며 뜻을 맺어 사괸벗들!
먼저 이운양 산촌에 외떨어진 날찾을이 뉘있겠소
"나무도 병이드니 정자라고 쉬리없다"란 송강(松江)의 설음이오
그래도 앞길이 멀은냥 아직이루지 못함을
탄식할줄도 모르는 나를 스스로 비웃었소

감장새 적다하고 비웃는 대붕새여!
누리의 가없음에 비긴 그대 어떠하오
국화는 서리를 지내서야 계절을 안다니
피는듯 이우는 꽃들과 봄을 가치할리 있겠소
(고려시보, 제36호, 1936년 2월 1일, 7쪽)
(참고) 이 시는 춘파 박재청이 1936년 고려시보에 박아지 필명으로 발표했다. 그리고 박아지 시집 "심화(1946년 3월)"에 그 내용이 일부 수정되어 "불휴(不休)"라는 제목으로 수록되어 있다. 시집 "심화"는 세간에 박일의 것으로 알려져 있다.

#### 불휴(不休)
피와 땀으로 아로사긴 선배들의 자취
흙발로 밟고섯는 벗님네도 있소
흙은 비바람에 찟기려니
땅속에 스며든 피야 기리 빛날것을 --- 
탄하여 무엇하오.

봄볕에 연연한 새싻
지즐리 깔고 않은 선배도 있는냥하오
참된 삶을 마음한 싻이라면
묵묵히 힘을 길러
천만구비 휘돌아서라도 프르러질것 아니오.
(심화, 1946년 3월 10일, 51쪽)

## 참고 문헌
- 강영미 “고려시보와 박아지” <상허학보> 23집 225쪽, 2008년 6월
- 강영미 “박아지 시의 실증적 연구” <한국시학연구> 24호 7쪽, 2009년 4월
- 박광현, 고리골에서 추리골까지, 세기문화사, 2005년 2월 28일
- 박아지시집 심화, 우리문학사, 1946년 3월 10일
- 박광현, 박성현, 박영철의 서신 원본
- 여태천, 박광현 편저 “춘파 박재청 문학전집", 서정시학, 2010년 8월 20일